# Maurizio Martina
Maurizio Martina (n. 9 septembrie 1978, Calcinate, Lombardia, Italia) este un politician italian.